# 王世敏 (化学)
王世敏（1964年11月3日—），湖北赤壁市人，中华人民共和国化学家。

## 生平
1985年7月毕业于湖北大学化学系化学专业。获理学学士学位。1988年7月毕业于湖北大学化学系有机化学专业。获理学硕士学位。1999年，获得华中科技大学电子科学与技术系、微电子学与固体电子学专业博士学位。一直从事有机化学、功能材料、纳米材料的科研工作。1997年1月破格晋升为教授，后任湖北大学化学与材料科学学院院长。2000年、2003年、2006年获湖北省自然科学二等奖，2001年获湖北青年科技奖和湖北青年五四奖章。2008年12月，任湖北大学副校长、功能材料绿色制备与应用教育部重点实验室主任、湖北省化学化工学会副理事长。